# 広島県警察部
広島県警察部（ひろしまけんけいさつぶ）は、戦前の内務省監督下の広島県が設置した府県警察部であり、広島県内を管轄区域とする。

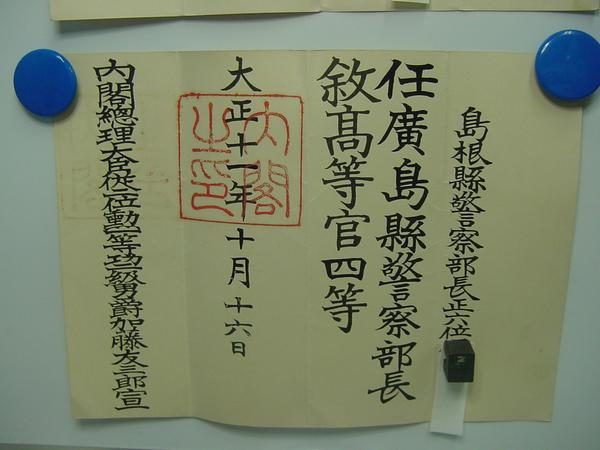
広島県警察部長辞令書（高等官四等）

1948年（昭和23年）3月6日に廃止となり、広島県警察部は国家地方警察広島県本部と広島市警察などの自治体警察に再編されることになった。

## 沿革
- 1871年（明治4年）1月　取締組を設置。
- 1872年（明治5年）4月　邏卒に改称。
- 1875年（明治8年）10月　巡査に改称。
- 1875年（明治8年）11月　広島県庁に第四課を設置。
- 1878年（明治11年）10月　広島県警察本署に改称。
- 1886年（明治19年）7月　広島県警察本部に改称。
- 1890年（明治23年）10月　広島県警察部に改称。
- 1905年（明治38年）4月　広島県第四部に改称。
- 1907年（明治40年）7月　広島県警察部に改称。
- 1920年（大正9年）10月　警察共済組合を設置。
- 1928年（昭和3年）7月　特別高等課（特別高等警察）を設置。
- 1944年（昭和19年）4月　警備隊を設置。
- 1945年（昭和20年）8月　広島原爆投下、壊滅的打撃を受ける。
- 1945年（昭和20年）10月　特別高等警察が廃止。
- 1946年（昭和21年）2月　警備隊を廃止。

## 組織
1937年（昭和12年）時点
- 警務課
- 特別高等課
- 警防課
- 情報課
- 保安課
- 刑事課
- 衛生課
- 健康保険課
- 警察練習所

## 警察署
1937年（昭和12年）時点
- 東警察署
- 西警察署
- 宇品警察署
- 呉警察署
- 音戸警察署
- 江田島警察署
- 海田市警察署
- 廿日市警察署
- 大竹警察署
- 厳島警察署
- 竹原警察署
- 広警察署
- 西条警察署
- 高津警察署
- 忠海警察署
- 河内警察署
- 瀬戸田警察署
- 木ノ江警察署
- 可部警察署
- 祇園警察署
- 吉田警察署
- 加計警察署
- 八重警察署
- 尾道警察署
- 因島警察署
- 三原警察署
- 松永警察署
- 鞆警察署
- 福山警察署
- 府中警察署
- 油木警察署
- 庄原警察署
- 東城警察署
- 三次警察署
- 三良坂警察署
- 上下警察署
- 甲山警察署

## 歴代部長
| 代 | 官職名                 | 氏名         | 就任日         | 退任日         | 前職                        | 後職                            | 備考                 |
| -- | ---------------------- | ------------ | -------------- | -------------- | --------------------------- | ------------------------------- | -------------------- |
| 1  | 警部長 警察本署長      | 浜田克安     | 1882年2月      | 1883年3月24日  |                             | 四等警視兼一等警察使            |                      |
| 2  | 警部長 警察本署長      | 藤崎供秀     | 1883年3月24日  | 1886年7月20日  | 四等警視兼一等警察使        | -                               |                      |
| 2  | 警部長 警察本部長      | 藤崎供秀     | 1886年7月20日  | 1886年12月17日 | -                           | 非職                            |                      |
| 3  | 警部長 警察本部長      | 池永端       | 1886年12月17日 | 1890年10月11日 | 広島県典獄                  | 愛媛県警部長                    |                      |
| 4  | 警部長 警察部長        | 財部羌       | 1890年10月11日 | 1892年11月30日 | 京都府警部長                | 北海道庁書記官 兼函館区長       |                      |
| 5  | 警部長 警察部長        | 寺田祐之     | 1892年11月30日 | 1896年8月12日  | 香川県警部長                | 東京府書記官                    |                      |
| 6  | 警部長 警察部長        | 和田勇       | 1896年8月25日  | 1897年4月1日   | 高知県警部長                | 新潟県警部長                    |                      |
| 7  | 警部長 警察部長        | 西田栄太郎   | 1897年4月1日   | 1898年7月27日  | 新潟県警部長                | 大阪府警部長                    |                      |
| 8  | 警部長 警察部長        | 吉見輝       | 1898年7月27日  | 1899年1月11日  | 熊本県警部長                | 長崎県警部長                    |                      |
| 9  | 警部長 警察部長        | 増永洋吉     | 1899年1月11日  | 1899年4月19日  | 熊本県警部長                | 長崎県警部長                    |                      |
| 10 | 警部長 警察部長        | 樋脇盛苗     | 1899年4月19日  | 1900年4月1日   | 三重県警部長                | 和歌山県警部長                  |                      |
| 11 | 警部長 警察部長        | 浜田彦一郎   | 1900年4月1日   | 1900年10月27日 | 新潟県警部長                | 兵庫県警部長                    |                      |
| 12 | 警部長 警察部長        | 新妻駒五郎   | 1900年10月27日 | 1904年5月26日  | 岡山県警部長                | 新潟県警部長                    |                      |
| 13 | 警部長 警察部長        | 青木定謙     | 1904年5月26日  | 1905年4月19日  | 新潟県警部長                | -                               |                      |
| 13 | 事務官 第四部長 警務長 | 青木定謙     | 1905年4月19日  | 1906年7月28日  | -                           | 休職                            |                      |
| 14 | 事務官 第四部長 警務長 | 小野木源次郎 | 1906年7月28日  | 1907年7月13日  | 静岡県事務官・第四部長      | -                               |                      |
| 14 | 事務官 警察部長 警務長 | 小野木源次郎 | 1907年7月13日  | 1907年11月2日  | -                           | 依願免本官                      |                      |
| 15 | 事務官 警察部長 警務長 | 萩原昌朔     | 1907年11月8日  | 1913年6月2日   | 岡山県事務官・警察部長      | 依願免本官                      |                      |
| 16 | 警察部長               | 田中千里     | 1913年6月13日  | 1914年6月9日   | 長野県事務官・警察部長      | 神奈川県警察部長                |                      |
| 17 | 警察部長               | 大島直道     | 1914年6月9日   | 1917年1月9日   | 佐賀県警察部長              | 警視庁官房主事                  |                      |
| 18 | 警察部長               | 本間利雄     | 1917年1月9日   | 1919年4月19日  | 愛媛県警察部長              | 警視庁官房主事                  |                      |
| 19 | 警察部長               | 松村義一     | 1919年4月19日  | 1920年3月10日  | 石川県警察部長              | 警察講習所教授 兼内務省参事官   |                      |
| 20 | 警察部長               | 藤岡兵一     | 1920年3月10日  | 1920年9月14日  | 宮城県警察部長              | 内務事務官                      |                      |
| 21 | 警察部長               | 宮脇梅吉     | 1920年9月14日  | 1921年6月3日   | 和歌山県警察部長            | 京都府警察部長                  |                      |
| 22 | 警察部長               | 川淵洽馬     | 1921年6月3日   | 1921年9月28日  | 山形県警察部長              | 警察講習所教授 兼内務省参事官   |                      |
| 23 | 警察部長               | 久保田金四郎 | 1921年9月28日  | 1922年10月16日 | 福島県警察部長              | 京都府産業部長                  |                      |
| 24 | 警察部長               | 伊藤昌庸     | 1922年10月16日 | 1924年6月27日  | 島根県警察部長              | 京都府警察部長                  |                      |
| 25 | 警察部長               | 井野次郎     | 1924年6月27日  | 1924年12月20日 | 長崎県警察部長              | -                               |                      |
| 25 | 書記官 警察部長        | 井野次郎     | 1924年12月20日 | 1926年8月19日  | -                           | 佐賀県書記官・内務部長          |                      |
| 26 | 書記官 警察部長        | 木下義介     | 1926年8月19日  | 1927年5月17日  | 島根県書記官・警察部長      | 熊本県書記官・警察部長          |                      |
| 27 | 書記官 警察部長        | 稲葉俊太郎   | 1927年5月17日  | 1928年2月28日  |                             | 山梨県書記官・内務部長          |                      |
| 28 | 書記官 警察部長        | 早川三郎     | 1928年2月28日  | 1928年7月3日   | 岡山県書記官・警察部長      | 内務事務官                      |                      |
| 29 | 書記官 警察部長        | 中村恒三郎   | 1928年7月3日   | 1929年7月8日   | 秋田県書記官・警察部長      | 福岡県書記官・警察部長          |                      |
| 30 | 書記官 警察部長        | 横井直興     | 1929年7月8日   | 1931年8月13日  | 千葉県書記官・警察部長      | 休職                            |                      |
| 31 | 書記官 警察部長        | 田中修       | 1931年8月13日  | 1931年12月24日 | 群馬県書記官・警察部長      | 佐賀県書記官・内務部長          |                      |
| 32 | 書記官 警察部長        | 吉永時次     | 1931年12月24日 | 1932年6月30日  | 茨城県書記官・警察部長      | 愛知県書記官・警察部長          |                      |
| 33 | 書記官 警察部長        | 田中蔵六     | 1932年6月30日  | 1933年6月23日  | 長野県書記官・警察部長      | 青森県書記官・内務部長          |                      |
| 34 | 書記官 警察部長        | 薄田美朝     | 1933年6月23日  | 1935年1月19日  | 長崎県書記官・警察部長      | 京都府書記官・警察部長          |                      |
| 35 | 書記官 警察部長        | 歌田千勝     | 1935年1月19日  | 1936年3月19日  | 静岡県書記官・警察部長      | 内閣総理大臣秘書官 兼内務書記官 |                      |
| 36 | 書記官 警察部長        | 小菅芳次     | 1936年3月19日  | 1937年7月8日   | 内務事務官                  | 長崎県書記官・警察部長          |                      |
| 37 | 書記官 警察部長        | 小泉梧郎     | 1937年7月8日   | 1939年4月21日  | 熊本県書記官                | 福岡県書記官・警察部長          |                      |
| 38 | 書記官 警察部長        | 井田完二     | 1939年4月21日  | 1941年1月8日   | 宮城県書記官・警察部長      | 山口県書記官・総務部長          |                      |
| 39 | 書記官 警察部長        | 宮脇参三     | 1941年1月8日   | 1942年7月7日   | 埼玉県書記官・警察部長      | 北海道庁部長・警察部長          |                      |
| 40 | 書記官 警察部長        | 原信次郎     | 1942年7月7日   | 1942年11月1日  | 熊本県書記官・警察部長      | -                               |                      |
| 40 | 部長 警察部長          | 原信次郎     | 1942年11月1日  | 1943年4月27日  | -                           | 愛知県官房長                    |                      |
| 41 | 部長 警察部長          | 小川喜一     | 1943年4月27日  | 1945年4月21日  | 内務書記官 兼警察講習所教授 | 東京都書記官                    |                      |
| 42 | 部長 警察部長          | 青木重臣     | 1945年4月21日  | 1945年6月10日  | 石川県部長                  | 地方総監府参事官                |                      |
| 43 | 部長 警察部長          | 石原虎好     | 1945年6月10日  | 1945年10月13日 | 愛媛県部長・警察部長        | 休職                            |                      |
| 44 | 部長 警察部長          | 石橋豊徳     | 1945年10月13日 | 1945年10月27日 | -                           | -                               | 兼任 本務:広島県部長 |
| 45 | 部長 警察部長          | 鈴木栄二     | 1945年10月27日 | 1946年4月1日   | 地方総監府副参事官          | -                               |                      |
| 45 | 地方事務官 警察部長    | 鈴木栄二     | 1946年4月1日   | 1946年7月13日  | -                           | 大阪府警察部長                  |                      |
| 46 | 地方事務官 警察部長    | 柴田芳助     | 1946年7月13日  | 1947年5月2日   |                             | 福岡県経済部長                  |                      |
| 47 | 地方事務官 警察部長    | 谷口幸三     | 1947年5月2日   | 1947年12月10日 | 新潟県警察部長              |                                 |                      |
| 48 | 地方事務官 警察部長    | 谷口寛       | 1947年12月10日 | 1948年3月6日   |                             |                                 |                      |

## 主な事件
- 広島護送死刑囚脱獄事件
- 山本老事件
- 大津野村強盗殺人事件